# Книга Мудрості

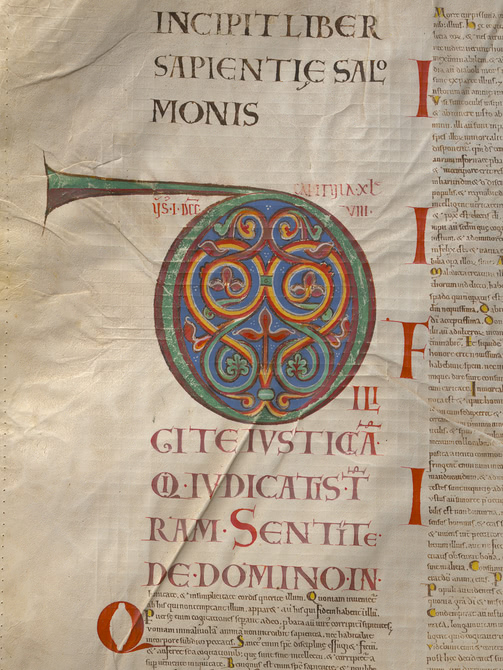
Титульна сторінка Книги Мудрости Кодексу Гігаса

Книга Мудрості (Книга премудрості Соломона, а у перекладі Івана Хоменка — Книга Мудрости) — второканонічна книга що входить до канону книг Старого Заповіту. Історично належить до второканонічних книг оскільки не визнається євреями та протестантами і ними вважається апокрифом. Її можна назвати «дзеркалом князів», бо в ній даються вказівки і поради, як царі й князі повинні поводитися у житті. Щоб надати своїй книзі більшої ваги, незнаний автор приписав її Соломонові. Соломон був наймудріший з усіх царів, отож йому мовляв годилось писати про мудрість. Книга однак звертається не лише до сильних світу цього, а й до всіх людей взагалі. Автором її не міг бути Соломон, тому що написано її близько І ст. перед Христом, грецькою мовою.

## Зміст Книги
Зміст Книги Мудрості звичайно розподіляють на три частини. Перша частина книги (розд. 1-6) розпочинається палким заохоченням до праведного життя, основаного на засадах мудрості й справедливості. Саме вони забезпечують спокій і щастя, тоді як безбожність веде до загибелі. Безбожні, перейнявши неправильну концепцію життя, вирішують користуватися всіма благами, які може дати світ, а водночас переслідувати справедливих, поведінка яких є постійним звинуваченням й осудженням лихих вчинків. Аби підбадьорити й додати відваги справедливим, яких неслушно переслідують, автор намагається з одного боку унаочнити вічне щастя, яке стане часткою (долею) справедливих, та нещасний кінець, що чекає на безбожних. Автор звертається до читачів із заохотою слухати його послання — мудрість дає знайти себе тим, які її шукають.
У другій частині Книги (розд. 7-9) автор розповідає про себе самого, даючи зрозуміти, що є славним Соломоном. Каже, що він лише людина, яка отримала велику мудрість, бо просила її у Бога, цінуючи понад усяке добро. Тільки Бог може нею наділити.
У кінці розділу слідує палка молитва до Бога з проханням про мудрість.
У третій частині Книги (розд. 10-19) після переліку благ, які приносять людській душі мудрість, автор розповідає про роль мудрості в історії ізраїльського народу. Часом мудрість ототожнюється з Божим Провидінням або з самим Богом. Спочатку представлено, якими благами обдарувала мудрість патріархів, починаючи від Авраама і закінчуючи Мойсеєм. Потім дуже докладно розглядається проблема ідолопоклонства. Автор прагне застерегти євреїв від відступництва, а поган у беззмістовності їхньої релігії. Автор пояснює характер зісланих на ідолопоклонників кар. Вони були виявом ласкавості Бога, який навіть караючи людей, співчуває їм. У подальшому викладі підкреслено походження, безглуздість та неморальність ідолопоклонства. Змальовано також форми ідолопоклонства, які зустрічаються у Єгипті: анімізм, фетишизм та обожнювання людини. Наприкінці цієї частини автор найдовше затримується на золотому періоді історії народу — часі мандрівки через пустелю. Він показує як те, що було причиною нещастя для Єгипту, для Ізраїля стало благословенням. Наприклад водам Нілу, які принесли єгиптянам пошесть, протиставлена вода, що потекла зі скелі; карі жабами, яка відібрала у єгиптян апетит — велика кількість перепелиць, якими харчувалися ізраїльтяни переходячи пустелю.